# Max Biala
Max Biala (ur. 5 sierpnia 1905 w Löschen, zm. 11 września 1942 w Ostrowi Mazowieckiej) – SS-Unterscharführer, zbrodniarz hitlerowski, członek załogi obozu zagłady w Treblince.

## Życiorys
Urodził się w Löschen w Brandenburgii (ob. część Drebkau). Początkowo pracował jako robotnik rolny, później wstąpił do SS-Totenkopfverbände, otrzymując numer członkowski 45 328. Od 27 stycznia 1940 roku w randze SS-Rottenführera pełnił służbę w obozie koncentracyjnym Sachsenhausen. Następnie był strażnikiem w ośrodkach „eutanazji” w Brandenburgu i Bernburgu, w których w ramach akcji T4 prowadzono eksterminację osób psychicznie chorych i niepełnosprawnych umysłowo.
W 1942 roku podobnie jak wielu innych uczestników programu „eutanazji” otrzymał przydział do personelu akcji „Reinhardt”. Latem tegoż roku objął funkcję zastępcy komendanta ośrodka zagłady w Treblince. Niektórzy ocalali więźniowie utrzymywali, że wykonywał jedynie rozkazy przełożonych i nie dopuszczał się zbrodni z własnej inicjatywy. Inni twierdzili natomiast, że dorównywał okrucieństwem najbardziej znanym sadystom z Treblinki, takim jak Kurt Franz, czy Kurt Küttner.
11 września 1942 roku, podczas wieczornego apelu, został ugodzony nożem przez żydowskiego więźnia Meira Berlinera, obywatela Argentyny, którego wraz z żoną i córką przywieziono z getta warszawskiego. Jeszcze tego samego dnia zmarł w szpitalu wojskowym w Ostrowi Mazowieckiej lub też w drodze do szpitala. Jego zabójca został zabity na miejscu, a w czasie bezładnej strzelaniny, która wybuchła po tym incydencie, zginęło także wielu innych Żydów. Christian Wirth – inspektor obozów zagłady akcji „Reinhardt”, który był w tym czasie obecny w Treblince – jeszcze tego samego dnia zarządził odwetową egzekucję dziesięciu więźniów. Kolejnych 150 Żydów rozstrzelano następnego poranka. Pozostałym więźniom przez trzy dni nie wydawano wody i żywności.
Jego imieniem nazwano baraki ukraińskich wachmanów w Treblince (Max Biala Kaserne). Wrażenie, które śmierć Biali wywarła na obozowej załodze, było jednym z czynników, które spowodowały, że z czasem poprawiono traktowanie żydowskich więźniów.